# Batalha da Fortaleza Eben-Emael
A Batalha da Fortaleza Eben-Emael foi uma batalha entre forças militares belgas e forças alemãs da Luftwaffe que ocorreu entre o dia 10 e 11 de maio de 1940, compondo parte da Batalha da Bélgica, da invasão dos Países Baixos e da França. Esta batalha, recordada pelo assalto realizado pelas tropas paraquedistas alemãs, as Fallschirmjäger, deu-se através do lançamento de quase 500 paraquedistas em planadores, em direcção à fortaleza, atacando-a, capturando-a e aprisionando os militares belgas.
Esta fortaleza era importante dada a sua posição dominante sobre várias pontes do Canal Alberto, essenciais para a passagem da Wehrmacht para o centro da Bélgica e terras adjacentes. Ao mesmo tempo, um grupo de paraquedistas atacou a fortaleza e a neutralizou, enquanto outros três grupos atacaram as três pontes do canal. Depois da fortaleza estar neutralizada, os paraquedistas ficaram responsáveis por defender as pontes até à chegada do 18º Exército Alemão.
A batalha foi uma vitória estratégica para as forças alemãs. Os paraquedistas foram enviados em direcção à fortaleza e aterraram sobre a mesma; depois da aterragem, fizeram uso de explosivos para danificar sistemas de defesa e artilharia. Depois, os paraquedistas entraram no complexo edificado da fortaleza, matando alguns militares belgas e aprisionando os restantes. Ao mesmo tempo, o resto da tropa de assalto atacou as posições belgas próximas das pontes e capturou-as. As tropas paraquedistas sofreram algumas dezenas de baixas durante a operação, porém obtiveram sucesso em capturar a fortaleza e na defesa das pontes até à chegada das restantes forças alemãs, que posteriormente ajudaram os paraquedistas a efectuar um segundo ataque à fortaleza, forçando a rendição do que restava das tropas belgas. Assim, os alemães conseguiram utilizar as pontes para se desviarem de uma série de pontos defensivos belgas ao longo da fronteira, abrindo caminho para o centro do país. A velocidade com que esta fortaleza (uma das melhores do mundo à época) foi capturada foi um exemplo do quão devastadora era a Blitzkrieg e o apoio terrestre da Luftwaffe.

## Antecedentes

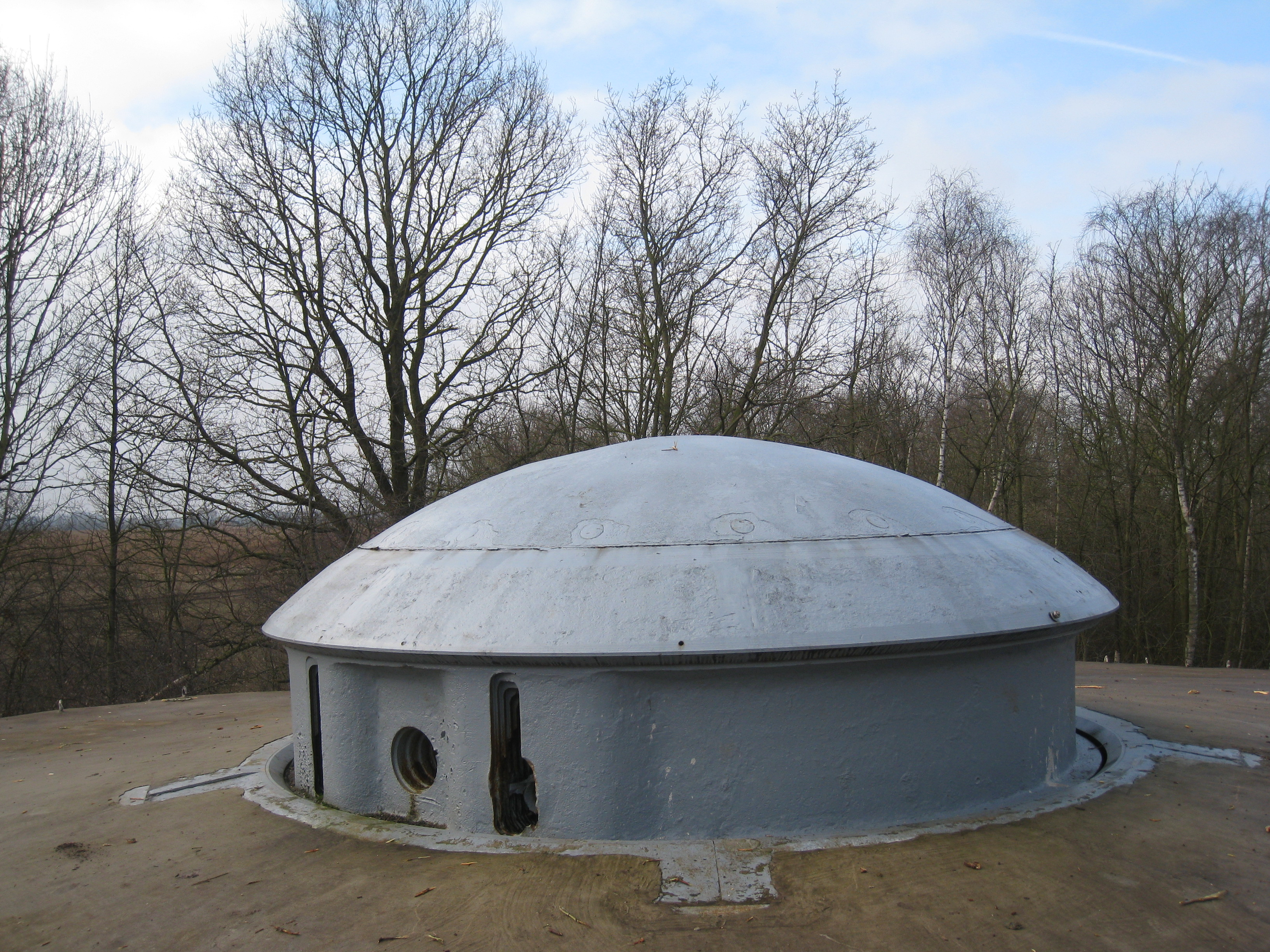
Uma posição de artilharia retráctil dentro da fortaleza Eben-Emael

No dia 10 de maio de 1940, a Alemanha lançou a Fall Gelb, a invasão dos Países Baixos e da França. Ao atacar através da Holanda, Luxemburgo e Bélgica, o Oberkommando der Wehrmacht (OKW) acreditava que as forças alemãs poderiam contornar a Linha Maginot e, assim, avançar em direcção ao norte da França, cortando a ligação entre o país e a Força Expedicionária Britânica e um grande número de forças francesas, tornando plausível uma rendição por parte do governo francês. Para ter acesso ao norte de França, as forças alemãs teriam que derrotar com relativa celeridade as forças armadas daqueles três países, contornando também uma série de posições defensivas ou, na impossibilidade de o fazer, neutralizando-as em operações rápidas através da Blitzkrieg. Várias posições defensivas detinham pouco armamento defensivo, cuja missão era apenas a de atrasar um eventual avanço alemão e, ao mesmo tempo, provocar pressão psicológica e logística. Contudo, algumas destas fortificações eram compostas por grandes complexos permanentes, tendo na sua posse armamento pesado e um número considerável de tropas. A Linha Grebbe, na Holanda, que estendia do sul de Zuiderzee até à fronteira da Bélgica, tinha um grande número de fortificações combinadas com obstáculos naturais, como terrenos pantanosos e o vale Geld, que facilmente poderia ser inundado para impedir um ataque através daquela zona. As defesas belgas consistiam numa série de fortificações ao longo do canal Alberto para atrasar o inimigo, e depois numa linha de defesa principal ao longo do rio Dyle, que protegia o porto marítimo de Antuérpia e a capital belga, Bruxelas. As posições de atraso eram protegidas por posições com tropas belgas, com excepção de uma única área onde o canal passava perto da fronteira com a Holanda, conhecida como o "Apêndice de Maastricht", dada a proximidade com a cidade homónima. A Bélgica não podia construir fortalezas devido à proximidade com a fronteira, tendo destacado então uma divisão de infantaria para defender três pontos que atravessavam o canal, estando uma brigada destacada para cada ponte. As pontes eram defendidas por casamatas equipadas com metralhadoras; o apoio de artilharia pesada era providenciado pela Fortaleza Eben-Emael, cujas peças de artilharia conseguiam cobrir duas das pontes. Tendo conhecido o plano defensivo belga, em que as forças belgas realizariam uma breve defesa das suas posições, para atrasar as forças germânicas, até baterem em retirada para se juntarem às forças britânicas e francesas nos pontos principais de defesa do rio Dyle, o OKW desenvolveu um plano para encurralar as forças belgas e capturar as três pontes, assim como uma série de outras pontes por toda a Bélgica e Holanda, permitindo às suas próprias forças penetrar as posições defensivas e avançar em direcção à Holanda.

## Prelúdio

### Preparação belga

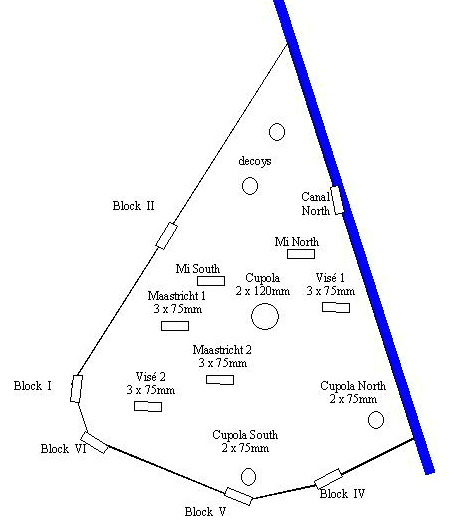
Mapa da fortaleza Eben-Emael

A Sétima Divisão de Infantaria da Bélgica foi destacada para proteger as três pontes do canal, apoiando as tropas já estacionadas na Fortaleza Eben-Emael As defesas de cada ponte consistiam em quatro casamatas na margem ocidental do canal, três delas equipadas com metralhadoras e uma quarta com um canhão antitanques; a casamata com o canhão antitanque estava posicionada perto da estrada de acesso à ponte, com um pequeno bunker equipado com uma metralhadora mesmo atrás da ponte e dois outros, a curta distância, nos flancos. Em cada uma das pontes estava destacada e posicionada uma companhia; uma torre de observação encontrava-se na margem oriental, a uma distância a partir da qual os observadores poderiam rapidamente bater em retirada para a margem ocidental, e as três pontes poderiam ser demolidas a qualquer momento, graças aos engenhos explosivos que estavam incorporados nas estruturas das pontes e que poderiam ser accionados a partir das casamatas. A fortaleza Eben-Emael, que media 180 por 370 metros, teve a sua construção iniciada no início dos anos 30 e finalizada em 1935. Possuía muralhas e tectos de betão reforçado com a espessura de 1,5 metro, assim como quatro casamatas retracteis e 64 pontos fortes.
A fortaleza estava equipada com seis peças de artilharia de 120 mm com um alcance de 16 quilómetros, das quais duas podiam rodar 360 graus, dezasseis peças de 75 mm, doze peças antitanque de 60 mm, vinte e cinco peças de artilharia de duplo canhão, e várias peças antiaéreas. Um dos lados da fortaleza era percorrido pelo canal, enquanto os outros três lados em terra tinham à sua frente uma série de fossos, minas terrestres, uma parede de 6,1 metros de altura e casamatas equipadas com metralhadoras; no topo da fortaleza, estavam posicionados 15 holofotes e uma série de canhões antitanque de 60 mm. Um grande número de túneis foram construídos por baixo da fortaleza, que faziam a ligação entre vários pontos fortes e o centro de comando e às divisões de armazenamento de munições. A fortaleza também possuía o seu próprio hospital e uma estação eléctrica que providenciava energia para accionar várias armas, iluminação interna e externa, e também para manter activos a estação de rádio e o sistema de purificação do ar. Os belgas não planeavam que as forças estacionadas no forte e as companhias lutassem numa batalha acesa contra uma força invasora; eles assumiam que um aviso célere de que uma força estrangeira se dirigia para invadir a Bélgica fosse o suficiente para as forças belgas terem tempo de bater em retirada da margem oriental e, depois de demolidas as pontes, o forte pudesse atrasar o avanço da força invasora até reforços aliados chegarem e se juntarem aos belgas.

### Preparação alemã
Esta operação militar contra a fortaleza Eben-Emael e as três pontes do canal foi parte de uma operação militar mais vasta que ocorreu durante o mesmo período de tempo em vários locais. A 7. Fliegerdivision, composta por três regimentos de paraquedistas e um regimento de infantaria, ficou responsável por capturar uma série de pontes em rios e canais que faziam parte do caminho para as divisões holandesas perto de Roterdão, assim como um aeródromo em Waalhaven. Já a 22. Luftlande-Division, composta por dois regimentos de infantaria e um reforço de um batalhão paraquedista, ficou responsável por capturar uma série de aeródromos nas redondezas de Haia, em Valkenburg, Ockenburg e Ypenburg; estando os aeródromos assegurados pelos paraquedistas, o resto das divisões iriam aterrar neles e proceder à ocupação da capital holandesa, do governo, da família real e de uma série de militares de comando e chefia. Iriam também tornar interditas todas as estradas e caminhos de ferro para impedir o movimento das forças holandesas. A intenção do OKW era usar duas divisões aerotransportadas para criar um corredor, para que o 18º Exército Alemão pudesse avançar em direcção à Holanda sem se atrasar devido a eventuais destruições de pontes. O general Kurt Student, que propôs o uso de duas divisões aerotransportadas, argumentava que seria o suficiente para abrir um caminho até Roterdão, prevenir a movimentação dos reservas das forças holandesas e quaisquer forças francesas que poderiam ser enviadas em auxílio, impedir o uso dos aeródromos por parte de aeronaves aliadas, o que faria com que o 18º Exército pudesse avançar e dominar. Quatrocentas aeronaves Junkers Ju 52 seriam então usadas para transportar os paraquedistas e lançá-los sobre os alvos, e posteriormente transportar até aos aeródromos capturados o resto das divisões.
A força responsável por tomar de assalto a fortaleza e capturar as três pontes era formada por elementos da 7. Fliegerdivision e da 22. Luftlande-Division, e foi denominada Sturmabteilung Koch (Destacamento de Assalto Koch) devido ao líder do destacamento ser o capitão Walter Koch. Esta força, agrupada em novembro de 1939, era inicialmente composta por paraquedistas do 1. Fallschirm Regiment, engenheiros da 7. Fliegerdivision e um pequeno grupo de pilotos da Luftwaffe. Embora as forças fossem compostas essencialmente por paraquedistas, foi decidido que o ataque inicial fosse feito através de planadores. Adolf Hitler, que tinha especial interesse na preparação desta força de assalto, ordenou que fossem usados planadores após Hanna Reitsch lhe informar que estes eram o meio de transporte aéreo mais silencioso à disposição; acreditava-se que, como as defesas antiaéreas belgas usavam um dispositivo de localização sonora em vez de radar, seria assim possível realizar um ataque surpresa sem que os belgas "ouvissem". 50 planadores de transporte DFS 230 foram reservados para a força de assalto, e assim iniciou-se um período de intenso treino e preparação. Um estudo detalhado da fortaleza, das pontes e da área local foi efectuado, juntamente com a construção de uma réplica da área onde os paraquedistas podiam treinar. Exercícios conjuntos entre os paraquedistas e os pilotos dos planadores foram realizados na primavera de 1940, juntamente com um número de melhoramentos do equipamento e das tácticas a serem usadas, como o uso de arame farpado no nariz nos planadores para reduzir a distância percorrida após a aterragem e o uso de lança-chamas e de explosivos pelas tropas. O nível de secretismo destes treinos foi elevado. Quando os exercícios terminavam, os planadores eram desmontados e transportados, juntamente com todo o equipamento, em carrinhas de mobiliário, e as forças nunca estavam estacionadas muito tempo no mesmo local; crachás e insígnias de identificação das tropas foram removidos e as tropas aerotransportadas estavam limitadas a viver dentro do perímetro militar, não lhes sendo permitido contacto com a população.

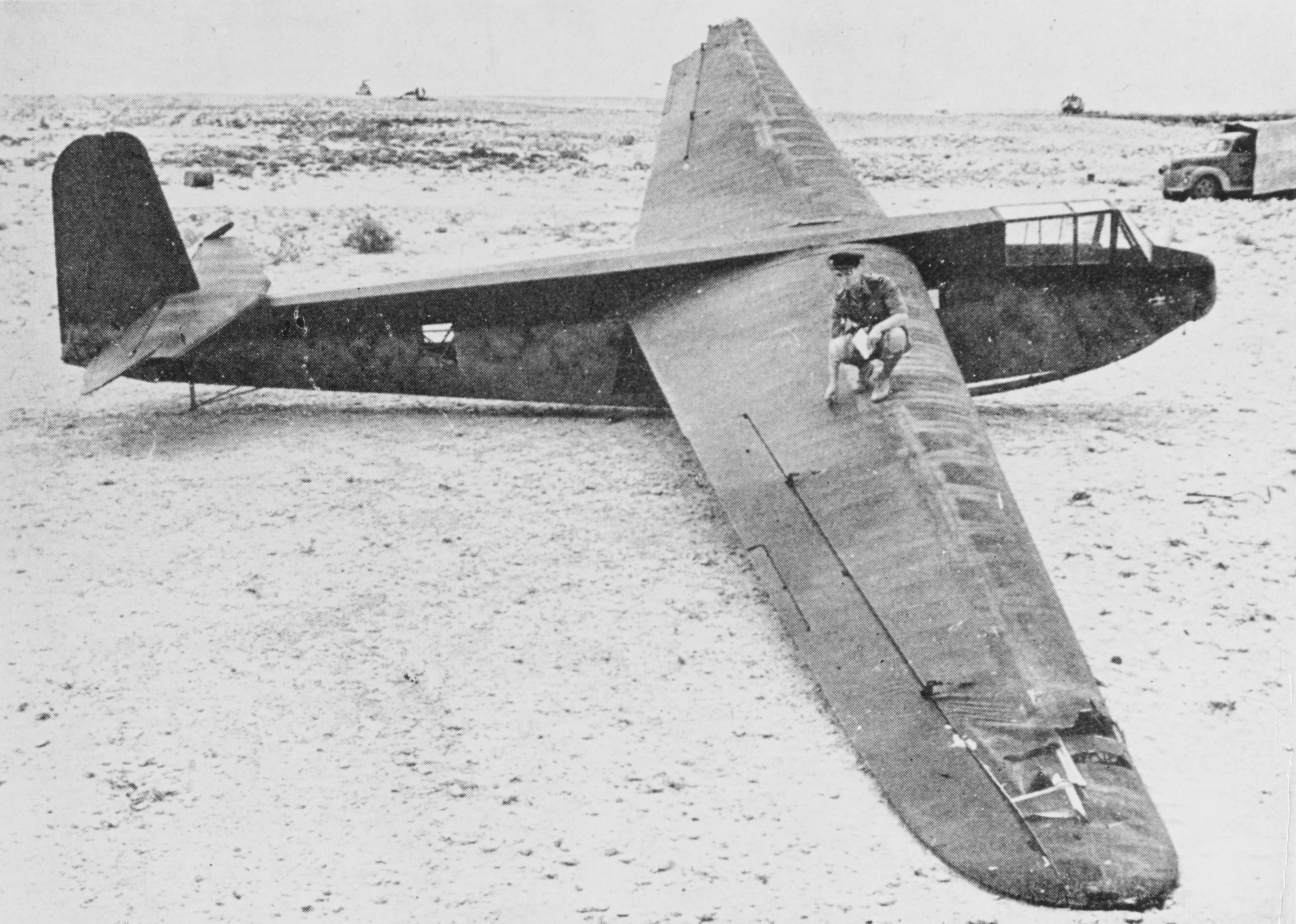
Planadores de transporte DFS 230

O capitão Koch dividiu as suas forças em quatro grupos de assalto. O Grupo Granito, sob o comando do Oberleutnant Rudolf Witzig, composto por 85 homens em onze planadores, cuja missão era a de tomar de assalto a fortaleza Eben-Emael; o Grupo Aço, comandado pelo Oberleutnant Gustav Altmann, formado por 92 homens em 9 planadores, iria capturar a ponte Veldwezelt; o Grupo Betão, comandado pelo Leutnant Gerhard Schacht e composto por 96 homens em 11 planadores, cuja missão era capturar a ponte Vroenhoven; e o Grupo Ferro, sob o comando do Leutnant Martin Schächter, composto por 90 homens em 10 planadores, que iriam capturar a ponte Kanne. O elemento crucial desta força de assalto, e particularmente do Grupo Granito, era a exacta coordenação e gestão do tempo e cronometragem dos eventos. Acreditava-se que a combinação de uma aproximação silenciosa por parte dos planadores e a ausência de uma declaração de guerra prévia por parte do governo alemão daria aos atacantes o precioso elemento surpresa. Contudo, as estimativas alemãs apontavam para que este elemento surpresa apenas durasse 60 minutos, depois dos quais as forças belgas dentro das estruturas e os reservas nas áreas próximas começariam a convergir para o foco de combate, onde estaria um número relativamente pequeno de tropas alemãs. Apesar disto, o plano alemão tinha em consideração a tentativa de eliminar, nesses 60 minutos, tantas artilharias antiaéreas e casamatas quanto possível e a qualquer custo, para inutilizar a artilharia principal que defendia as pontes a longa distância. A destruição destas armas estava planeada para estar concluída em apenas 10 minutos; dentro deste período de tempo as tropas aerotransportadas teriam que sair dos seus planadores, percorrer a distância até à artilharia, montar os explosivos e proceder à detonação dos mesmos, tudo isto sob fogo inimigo.
A finalização deste assalto seria a aterragem de cerca de 11 planadores, na margem ocidental do Canal Alberto, perto de cada uma das três pontes, antes das 05:30 do dia 10 de maio, a hora marcada para o início da Fall Gelb. Os grupos destacados para atacar as três pontes seriam suficientes para subjugar as tropas belgas lá destacadas, remover os engenhos explosivos instalados nas pontes e prepararem-se para defender as pontes de possíveis contra-ataques belgas. 40 minutos mais tarde, três aeronaves de transporte Ju 52 voariam sobre cada uma das posições, largando mais 24 militares aerotransportados para agirem como reforços, assim como metralhadoras e munições. Simultaneamente, a força destacada para atacar a fortaleza Eben-Emael deveria aterrar dentro da fortaleza através de 11 planadores, eliminar qualquer foco de resistência, danificar a artilharia com engenhos explosivos e continuar o ataque contra as tropas lá estacionadas. Atingindo estes objectivos iniciais de captura das pontes e eliminação da artilharia da fortaleza, as tropas aerotransportadas procederiam à defesa das suas posições até à chegada da Wehrmacht.

## Batalha

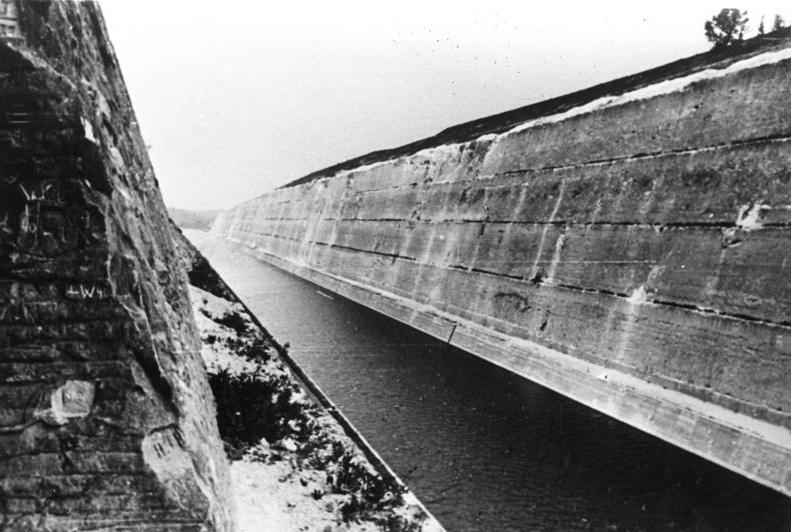
O Canal Alberto, visto a partir de uma posição de metralhadora, a 23 de Maio de 1940

Por razões de segurança, as forças ficaram dispersas em vários locais pela Renânia até receberem as ordens para que se iniciasse a operação. No dia 9 de maio foi emitido um comunicado para as tropas se prepararem, as quais foram orientadas para se deslocarem até um local onde seriam todas concentradas, e pouco tempo depois foi emitido outro comunicado onde se informava a hora de início da Fall Gelb: 05h30 do dia 10 de maio. Às 04h30, 42 planadores carregando 493 militares iriam descolar a partir de dois aeródromos em Colónia, e a partir daí deveriam dirigir-se até aos seus objectivos. Os planadores iriam voar em silêncio total, não sendo permitidas comunicações via rádio, tendo os pilotos que se orientar até à Bélgica através de uma série de sinais no solo; o silêncio de rádio também significava que os comandantes da operação não poderiam ser informados nem para bem nem para mal; tendo um dos planadores um problema com o guincho, foi forçado a aterrar ainda dentro de solo alemão. O piloto de um outro planador soltou o guincho demasiado cedo, o que fez com que o planador não conseguisse aterrar no lugar planeado. Ambos os planadores transportavam militares do Grupo Granito e estavam destinados a aterrar sobre a fortaleza, fazendo com que a força de assalto ficasse enfraquecida; também fez com que a força ficasse sob o comando do segundo na hierarquia, pois Witzig estava dentro de um dos planadores que foi forçado a aterrar fora do alvo. Os restantes planadores soltaram-se do guincho a 32 quilómetros de distância do seu objectivo, a uma altitude de 2,1 quilómetros, uma altitude necessária para conseguirem planar até às três pontes e à fortaleza, permitindo também a correcção do ângulo de aterragem para que este fosse o mais correcto possível. Depois de os Ju 52 se separarem dos planadores e voltarem para os aeródromos, a artilharia antiaérea belga detectou-os e abriu fogo. Isto alertou as defesas da área para a presença dos planadores.

### Pontes
Todos os nove planadores que transportavam as tropas do Grupo Aço aterraram perto da ponte Veldwezelt às 05h20, tendo o arame farpado do planador ajudado imenso para que o planador parasse. O planador do Leutnant Altmann aterrou a alguma distância da ponte e um segundo planador aterrou mesmo em frente à casamata belga, que começou a abrir imediatamente a abrir foto. O sargento responsável por este segundo planador lançou granadas contra a casamata, enquanto os seus homens montavam explosivos na porta; depois de detonados os explosivos, a casamata foi capturada. Simultaneamente, Altmann reuniu as suas tropas e liderou-as até à ponte, onde procederam à desmontagem dos engenhos explosivos instalados na ponte. Assim, as tropas alemãs impediram que os belgas arrebentassem com a ponte, embora ainda tivessem que enfrentar a restante defesa belga. Os defensores mantiveram as suas posições até serem reforçados com um pelotão, o que forçou os alemães a recuar até uma vila próxima. Contudo, a força de assalto não conseguiu impor-se contra duas peças de artilharia a 500 metros da ponte, sendo Altmann forçado a pedir apoio aéreo. Vários bombardeiros de mergulho Junkers Ju 87 responderam ao apelo e eliminaram a posição belga. O Grupo Aço pôde descansar por volta das 14h30, porém a resistência belga atrasou a operação até às 21h30. Durante o combate, a força de assalto perdeu 8 homens e ficou com 30 feridos.

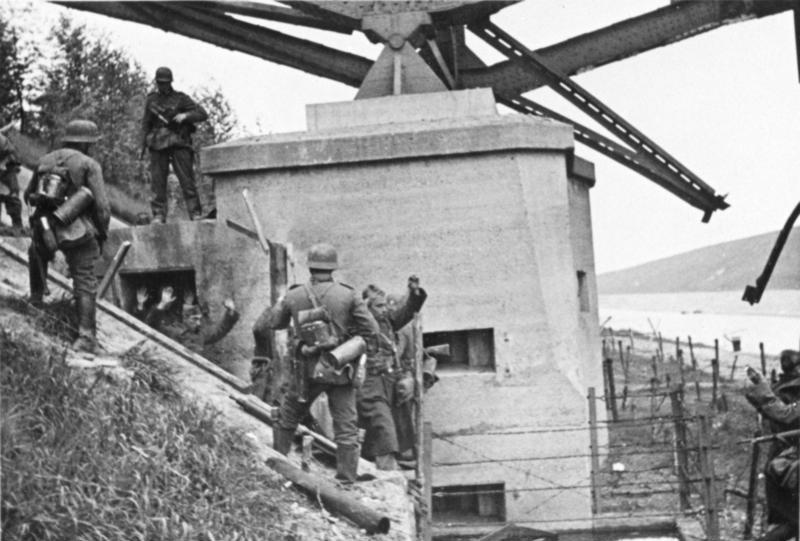
Tropas belgas a renderem-se aos paraquedistas alemães na ponte de Veldwezelt, a 11 de Maio de 1940

Dez dos 11 planadores que transportavam o Grupo Betão aterraram nas proximidades da ponte Vroenhoven às 05h15, tendo os 11 planadores sido atingidos por fogo de artilharia antiaérea quando se aproximavam da ponte, sendo forçados a aterrar ainda em território holandês. Os planadores foram alvo de forte fogo até aterrarem, forçando um deles a parar em pleno voo, tendo caído no chão e ferido três militares alemães. O resto dos planadores aterrou sem qualquer dano. Um deles aterrou perto da fortificação que controlava os explosivos da ponte. Isto permitiu que as tropas aerotransportadas rapidamente neutralizassem este problema; mataram os militares belgas e destruíram os cabos que conectavam a fortificação aos explosivos, impedindo que a ponte pudesse ser detonada. Os restantes defensores resistiram heroicamente, montando vários contra-ataques numa tentativa de recapturar a ponte e a fortificação. Porém, foram repelidos com a ajuda de metralhadoras que foram lançadas pelos Ju 52 para as tropas alemãs em solo às 06:15. Constantes ataques belgas fizeram com que o Grupo Betão não pudesse descansar até às 21:40. Perderam 7 homens e ficaram com 24 feridos.
Apenas um dos 10 planadores do Grupo Ferro não conseguiu aterrar perto do objectivo, a ponte Kanne. Devido a um erro de navegação dos pilotos do Ju 52 que puxava o planador, esse planador aterrou no local errado. Os outros nove foram recebidos com fogo de artilharia antiaérea. Assim que eles começaram a descer em direcção ao objectivo, a ponte Kanne foi demolida pelos belgas. Ao contrário dos seus camaradas nas outras posições, a posição belga que defendia esta ponte foi avisada do ataque devido ao avanço das tropas terrestres estar adiantado 20 minutos, tendo chegado mais cedo que os planadores. À medida que os planadores aterravam, um foi atingido por fogo antiaéreo e despenhou-se, ferindo mortalmente a maior parte dos ocupantes. Os restantes oito planadores aterraram com sucesso, e as tropas aerotransportadas atacaram as posições belgas, eliminando quem as defendia. Às 05:50, as tropas alemãs tinham assegurando o controlo da área e de uma vila próxima de Kanne, porém foram alvo de um contra-ataque que apenas foi repelido com a ajuda de bombardeiros Ju 87. Os defensores lançaram mais contra-ataques durante a noite, fazendo com que as tropas alemãs só pudessem descansar na manhã do dia 11 de maio. O Grupo Ferro sofreu as maiores baixas dos três grupos de assalto, perdendo 22 homens e ficando com 26 feridos. Um dos militares alemães foi feito prisioneiro pelas tropas belgas; mais tarde, foi libertado por forças alemãs que atacaram um campo de prisioneiros de guerra britânico em Dunquerque.

### Fortaleza Eben-Emael

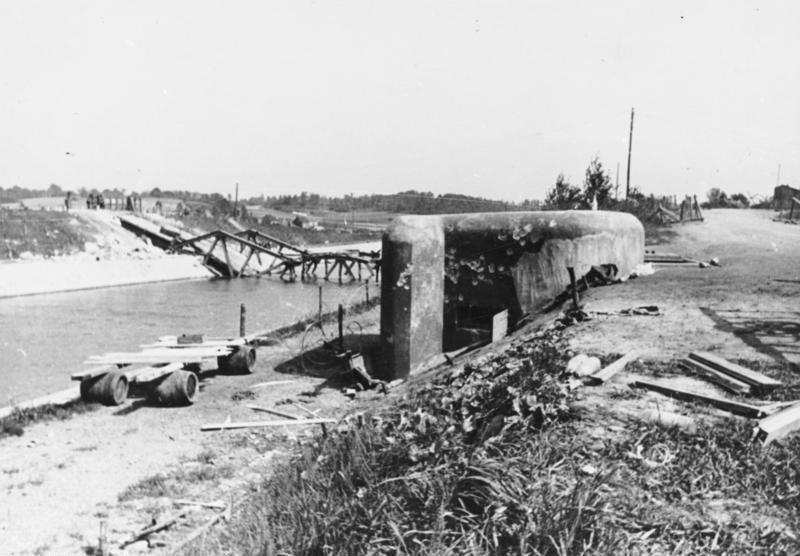
Uma fotografia da ponte de Kanne destruída pelas forças belgas, tirada a 23 de Maio de 1940

Os nove planadores do Grupo Granito conseguiram aterrar, com sucesso, sobre o tecto da fortaleza. As tropas aerotransportadas rapidamente saíram dos planadores e começaram a instalar explosivos nas peças de artilharia belgas, as quais podiam disparar contra as pontes, dado o seu longo alcance. Na parte sul da fortaleza, o Objectivo N.º 18, uma casamata de observação com três peças de artilharia de 75 mm, foi danificada com um pequeno explosivo e, posteriormente, destruída com uma carga maior, o que fez com que o tecto que suportava a arma cedesse, expondo o interior da fortaleza. O Objectivo N.º 12, uma torre equipada com duas peças de artilharia, foi também destruída pelas tropas alemãs, que depois seguiram para o Objectivo N.º 26, outra torre com três canhões de 75 mm; embora tenham usado explosivos contra estes canhões, abandonaram o local demasiado depressa, tendo os belgas sido capazes de salvar um dos canhões e usado o mesmo contra os alemães, que por sua vez tiveram que voltar atrás e atacar este posição uma segunda vez para a destruir permanentemente. Outro par de canhões de 75 mm numa cúpula foram destruídos, assim como as camaratas onde se alojavam as tropas belgas. Contudo, as tentativas para destruir o Objectivo N.º 24 provaram ser menos bem sucedidas; este objectivo, com duas torres com canhões de alto calibre, montados numa cúpula rotativa, eram demasiado grandes para serem destruídos com os explosivos carregados pelos paraquedistas, forçando a cooperação entre as tropas de dois planadores para a conseguir neutralizar; depois de instalar os explosivos e proceder à detonação dos mesmos, este esforço revelou não ser suficiente, sendo necessário posteriormente a ajuda de tropas de um terceiro planador para neutralizar os canhões.

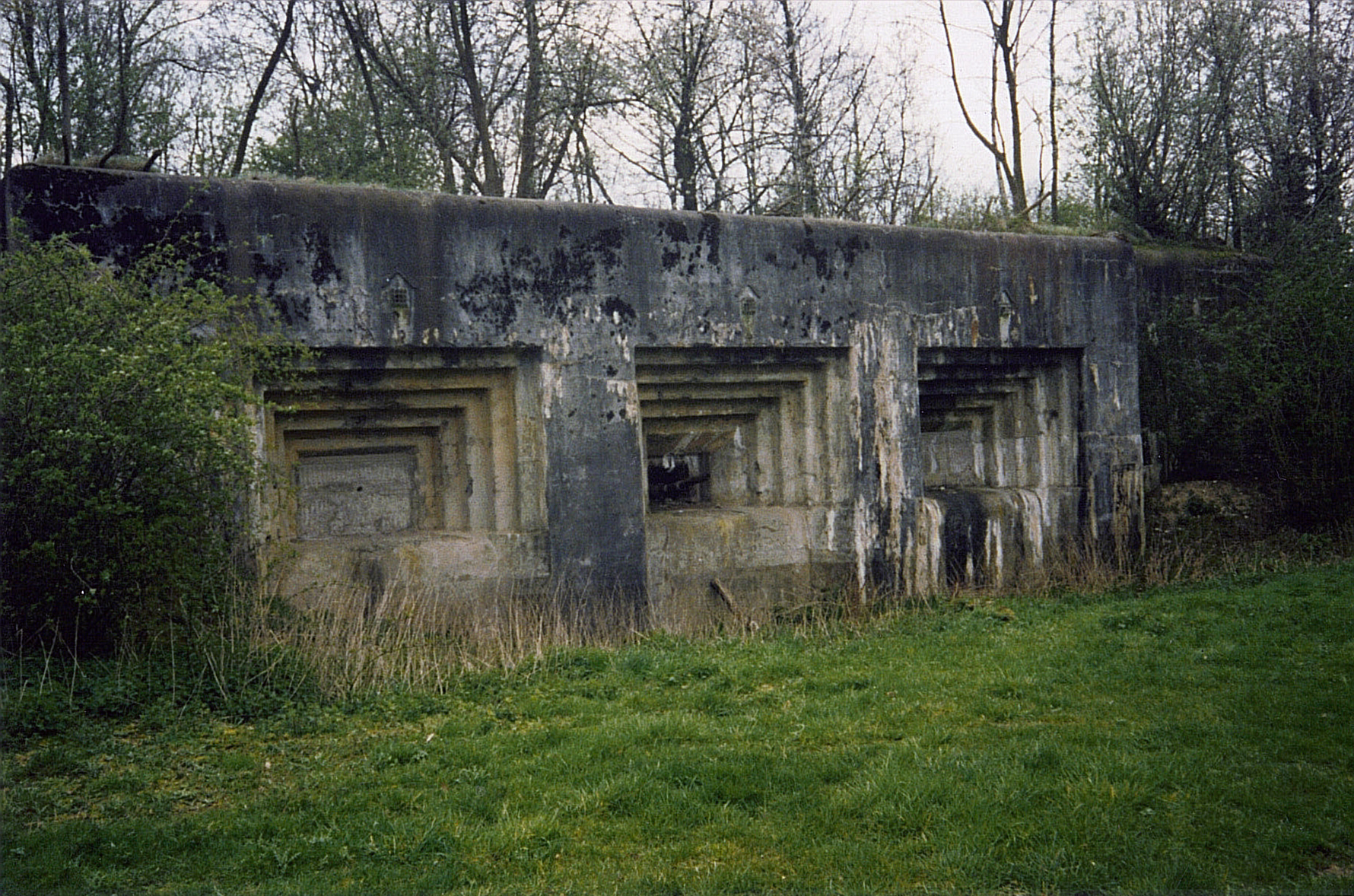
Uma das casamatas da fortaleza, denominada "Maastricht 2"

Na parte norte da fortaleza, acções similares tomaram lugar, à medida que as tropas aerotransportadas apressavam-se para destruir ou neutralizar as peças de artilharia. O Objectivo N.º 13 era uma casamata que estava equipada com várias metralhadoras que cobriam o lado ocidental da fortaleza; para destruir esta casamata, as tropas aerotransportadas fizeram uso de lança-chamas para forçar os belgas a abandonar a sua posição e bater em retirada, e depois procederam à detonação da posição. Outra cúpula de observação equipada com metralhadoras, o Objectivo N.º 19, foi destruído, porém dois objectivos seguintes, o N.º 15 e o N.º 16, revelaram-se como posições fantoche. Complicações inesperadas surgiram no Objectivo N.º 23, uma cúpula retráctil com duas peças de artilharia de 75 mm. Tinha-se assumido que esta fortificação não poderia impedir o ataque alemão, porém esta suposição revelou-se falsa quando as armas abriram fogo, forçando as tropas alemãs a procurar abrigo. A cadência rápida com que os canhões disparavam fez com que fosse pedido apoio aéreo, que foi respondido por um esquadrão de Stukas que bombardearam a cúpula. Embora as bombas não tenham destruído totalmente a cúpula, obrigou os belgas a recuar. Todas as entradas e saídas exteriores localizadas pelos paraquedistas foram destruídas com explosivos, prendendo os belgas dentro do forte e impedindo que os mesmos contra-atacassem. As tropas aerotransportadas haviam assim alcançado o seu objectivo inicial, destruindo as peças de artilharia que poderiam ter sido usadas para defender as pontes, porém ainda enfrentavam um pequeno número de cúpulas e casamatas que tinham que ser neutralizadas. Várias delas eram equipadas com artilharia antiaérea e metralhadoras.

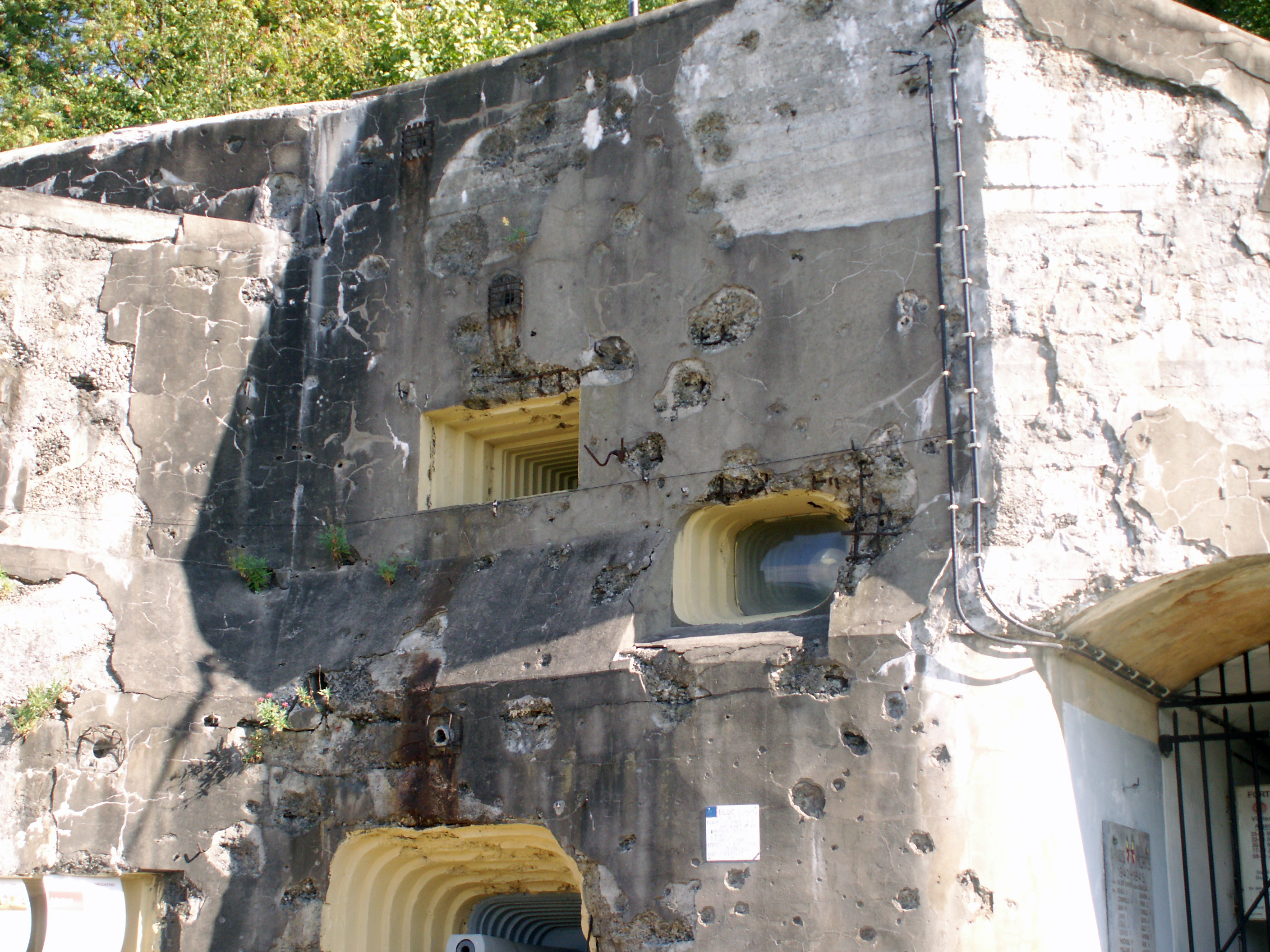
Fotografia que mostra o dano provocado por munições numa fortificação de Eben-Emael

Enquanto estes objectivos secundários eram atacados, um único planador aterrou na fortaleza, do qual emergiu o Oberleutnant Rudolf Witzig. Após o seu planador ter sido forçado a aterrar ainda em território alemão, rapidamente o mesmo pediu auxílio. Assim que conseguiram transportar o planador para um local adequado, o mesmo descolou (com auxilio de um Ju-52) e dirigiu-se ao objectivo, tendo sido alvo de fogo de artilharia antiaérea até aterrar na fortaleza. Tendo atingido os objectivos principais de neutralização da artilharia, as tropas aerotransportadas continuaram a lutar, repelindo contra-ataques belgas. Estes contra-ataques eram efectuados por infantaria belga sem apoio de artilharia e sem qualquer tipo de coordenação. Isto permitiu que os alemães conseguissem repelir através do simples uso de metralhadoras. Fogo de artilharia de pequenos fortes nas redondezas e de unidades de artilharia, por vezes, disparavam contra os alemães, porém sem qualquer tipo de coordenação entre elas, não tendo conseguido nada contra os alemães. Foram efectuadas patrulhas para garantir que os belgas presos dentro da fortaleza permanecessem lá dentro, não lhes conferindo qualquer hipótese para retomar a fortaleza. Qualquer tentativa por parte dos belgas dentro do forte teria de ser através da subida de escadas em espiral, havendo quase de certeza uma força alemã à porta para os eliminar se necessário. Embora estivesse planeado que o Grupo Granito pudesse descansar algumas horas após o assalto, o grupo só pode na realidade descansar às 07h00 do dia 11 de maio. Uma forte resistência belga, juntamente com várias pontes demolidas ao longo do rio Mosa, forçaram o batalhão de engenharia que os ia render a montar novas pontes, atrasando o seu progresso. Uma vez estando as tropas aerotransportadas rendidas, o batalhão de engenharia, em conjunto com um regimento de infantaria, montou um ataque à entrada principal da fortaleza. Face a este ataque, os belgas no interior do forte renderam-se às 12h30, perdendo 60 homens e ficando com 40 feridos. Os alemães pegaram nos sobreviventes e fizeram deles prisioneiros de guerra. O Grupo Granito perdeu 6 homens e ficou com 19 feridos.

## Conclusão

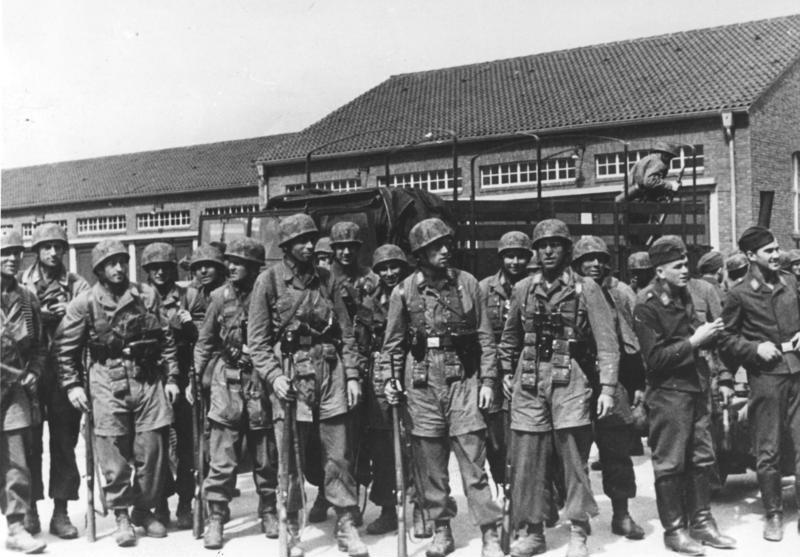
Fallschirmjäger da Sturmabteilung Koch

O assalto às três pontes e à fortaleza Eben-Emael foi, no final de contas, um sucesso para os alemães; as peças de artilharia da fortaleza foram neutralizadas e duas das pontes foram capturadas, tendo uma sido destruída antes de as forças alemãs lá chegarem. A captura das pontes e a neutralização da artilharia belga permitiu à infantaria e à cavalaria do 18º Exército avançar pela Bélgica adentro, contornando várias fortificações belgas. Numa publicação já no pós-guerra, o ex general Kurt Student escreveu sobre esta operação e em particular sobre os esforços do Grupo Granito, dizendo que "Foi um acto de ousadia exemplar e importância decisiva [...] Eu estudei a história da última guerra e as batalhas em todas as frentes. Mas não tenho sido capaz de encontrar qualquer coisa entre actos brilhantes - por parte do eixo ou dos aliados - que possa ser comparado com o sucesso alcançado pelo grupo de assalto de Koch." Vários militares de diferentes categorias foram condecorados com a Cruz de Cavaleiro da Cruz de Ferro pela sua participação na operação, incluindo o Rudolf Witzig, que liderou o assalto na ausência de Koch. A Sturmabteilung Koch cresceu em número após o final da Fall Gelb, tornando-se no 1º Batalhão do novo Luftlande-Sturm-Regiment 1, que consistia em quatro batalhões de paraquedistas treinados como uma força de assalto aerotransportada. O capitão Koch foi promovido a major devido ao comando e contributo para o sucesso da operação.